# Jawaharlal Nehru
 Ikke at forveksle med Nero.
Jawaharlal Nehru (जवाहरलाल नेहरू) (14. november 1889-27. maj 1964) var en indisk socialistisk politiker, der var en del af kredsen omkring Gandhi, og som i 1947 blev Indiens første premierminister – et embede han havde indtil sin død. Han var far til Indira Gandhi.
I sin udenrigspolitik var Nehru vægelsindet og kunne ikke finde ud af, om han skulle vælge sine åndsfæller i Sovjetunionen eller de gamle koloniherrers side. Hans løsning blev således "den gyldne middelvej", der gik ud på at tilnærme sig en gruppe lande i Asien og Afrika for at danne en neutral blok, der kunne stå imod pres fra både USA og Sovjetunionen. Således var han en af hovedarkitekterne bag den alliancefrie bevægelse.
Indenrigspolitisk stod han stejlt på, at Kashmir var indisk, men han var i øvrigt pacifist og ikke tilhænger af våben.
I det nordlige Aarhus er gaden Nehrus Allé opkaldt efter Jawaharlal Nehru.